# مارتن ستروبنيتسكي
مارتن ستروبنيتسكي (بالتشيكية: Martin Stropnický)‏ هو سياسي وكاتب ودبلوماسي ومخرج وممثل تشيكي، ولد في 19 ديسمبر 1956 ببراغ في التشيك.

## وصلات خارجية
- مارتن ستوبنيك على موقع IMDb (الإنجليزية)
- مارتن ستوبنيك على موقع ديسكوغز (الإنجليزية)
- مارتن ستوبنيك على موقع قاعدة بيانات الفيلم (الإنجليزية)
- مارتن ستوبنيك على موقع كينوبويسك (الروسية)